# Song Youping
Song Youping (chinesisch 宋幼萍, * um 1960) ist eine chinesische Badmintonspielerin.

## Karriere
Song Youping wurde bei den Chinesischen Nationalspielen Zweite im Dameneinzel, wobei sie im Finale gegen Liu Xia unterlag. Bei den All England 1982 wurde sie Fünfte. Dort unterlag sie im Dameneinzel ihrer Teamkollegin Zheng Yuli klar in zwei Sätzen.